# Braulio Hito
Braulio Hito Cuela (Arequipa, 26 de marzo de 1950), conocido popularmente como El ídolo de América es un cantante peruano de valses y boleros, muy popular en Perú, Bolivia y Ecuador desde los años setenta del siglo XX. Sus canciones más conocidas incluyen: Borracho, No es mi señora, El rey de las cantinas, Payaso.
Hito fue primera guitarra y segunda voz del conocido artista Cholo Berrocal desde sus 15 años, y fue parte del conjunto Los Dávalos.
Vivió durante 20 años en Ecuador.
En 1997 sufrió un accidente durante una presentación para migrantes bolivianos en Buenos Aires, como consecuencia sufrió quemaduras de primer y segundo grado,  posteriormente se trasladó a la ciudad de Nueva York tras convertirse a la religión evangélica y dejar de cantar algunas canciones relacionadas con la vida bohemia cambiándolas por alabanzas a partir de 1999.
Tras su periodo dedicado a la vida religiosa en Nueva York, durante el cual no recibía ingresos suficientes para su subsistencia, tuvo que dedicarse al trabajo de carga y transporte de verduras. Fue reconocido por sus admiradores y llevado a Londres para dar presentaciones ante la comunidad de migrantes ecuatorianos, y reinició su carrera musical en 2013, a la vez que se alejó del grupo religioso que lo había sometido a explotación laboral, a pesar de lo cual se declara creyente.
En 2019 realizó presentaciones en La Paz tras 18 años de ausencia en los escenarios de esta ciudad.

## Discografía
A lo largo de su carrera Hito grabó 59 álbumes.

## Vida personal
Tras haber radicado en Perú, Ecuador y Estados Unidos, en 2019 expresó su deseo de radicar en la ciudad de La Paz donde residen dos de sus hijas.